# Terremoto de Ecuador de 2016
El terremoto de Ecuador de 2016 fue un sismo altamente mortífero que ocurrió a las 18:58:37 hora local (UTC-5) del sábado, 16 de abril de 2016, con epicentro entre las parroquias Pedernales y Cojimíes del cantón Pedernales, en la provincia ecuatoriana de Manabí. Con una magnitud Mw = 7,8, constituye el sismo más fuerte sentido en el país desde el terremoto de Colombia de 1979, el más destructivo desde los terremotos de Ecuador de 1987 y el cuarto más grande (en magnitud) de 2016. Las ondas sísmicas llegaron al suroccidente de Colombia, sintiéndose en ciudades de ese país como Tumaco, Cali, Pasto, Popayán, Neiva, Bogotá y a la frontera norte de Perú, en regiones como Tumbes, Piura, Cajamarca, Lambayeque y Amazonas. También fue percibido en países tan lejanos como Venezuela y Panamá. 
Desde la ciudad de Roma, donde se encontraba al momento del suceso, el presidente Rafael Correa declaró el estado de excepción a nivel nacional y estado de emergencia en seis provincias costeras. Según la Oficina de la ONU para la Coordinación de Asuntos Humanitarios, más de un millón de personas fueron afectadas por el terremoto.

## Tectónica
En Ecuador son frecuentes los terremotos y su causa es casi siempre atribuible a los procesos tectónicos de las amplias zonas de subducción a lo largo de las costas del océano Pacífico. Este terremoto, con epicentro en la costa del norte del Ecuador, se inscribe en este mismo contexto de tectónica de placas. Su origen es el cabalgamiento en el límite o cerca del límite entre la placa continental sudamericana y la del Pacífico (placa de Nazca). En el lugar donde se produjo el terremoto, la placa del Pacífico subduce en dirección al oriente a una velocidad de 61 milímetros por año. Este mecanismo de producción de los terremotos es común a toda la zona del borde costero de Chile, Perú y Ecuador (cinturón de fuego del Pacífico). Y es el origen del mayor terremoto que conoce la historia humana (que alcanzó una magnitud de 9.5  en la escala sismológica de magnitud de momento y se produjo en el sur de Chile en 1960).
Desde comienzos del siglo XX, en Ecuador se han registrado siete terremotos de gran magnitud en esta misma zona, con epicentros ubicados a muy pocos kilómetros de este terremoto, como el  terremoto de 1942, o también el terremoto de Ambato y los terremoto del Reventador. Sin embargo, el mayor de estos movimientos fue el terremoto de 1906, que involucró una zona total de ruptura que se estima en unos 400-500 km y fue acompañado de un tsunami, provocando muchos centenares de muertes. El evento de 2016 se ubica en el límite sur de la zona de ruptura del terremoto de 1906.

## Sucesos

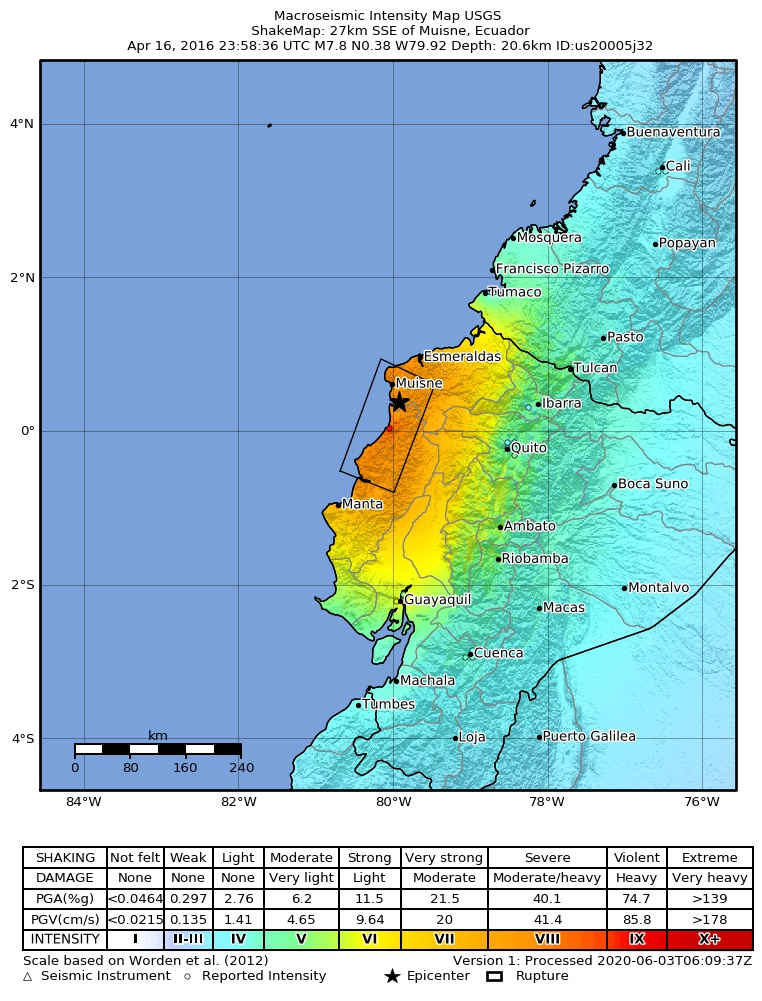
Mapa de intensidades del terremoto.

El terremoto fue precedido por un sismo de magnitud 4.8 Mb que ocurrió aproximadamente 11 minutos antes.
El terremoto de 7,8 de magnitud en la escala de Magnitud de momento sacudió a la costa pacífica ecuatoriana a las 18:58 horas (UTC–05:00, hora local), el movimiento telúrico se sintió principalmente en localidades cercanas a su epicentro, localizado entre las provincias de Manabí y Esmeraldas.
Sin embargo, el sismo también fue sentido con fuerza en las otras cinco provincias de la costa ecuatoriana (Guayas, Santa Elena, Los Ríos, Santo Domingo y El Oro), varias provincias de la sierra norte del país (Carchi, Imbabura, Pichincha y el Distrito Metropolitano de Quito), y en menor medida otras de la sierra central y sur (Chimborazo, Cotopaxi, Tungurahua, Bolívar, Cañar, Azuay, Loja 
En lo que respecta a los países vecinos, las ondas alcanzaron las ciudades colombianas de Ipiales, Pasto, Tumaco, Popayán, Cali, Pereira, Armenia y Bogotá; mientras que en Perú fueron sentidas en los departamentos de Tumbes, Piura, Amazonas y Cajamarca.
Tras el fuerte movimiento telúrico, el Centro de Alerta de Tsunamis del Pacífico, ubicado en Hawái (Estados Unidos), emitió una alerta preventiva de tsunami para Ecuador, Colombia, Costa Rica, Panamá y Perú, la cual fue retirada alrededor de la media noche del mismo día. Además, en varias zonas del país se produjeron cortes de energía generalizados que dejaron incomunicadas a muchas personas.

### Manabí

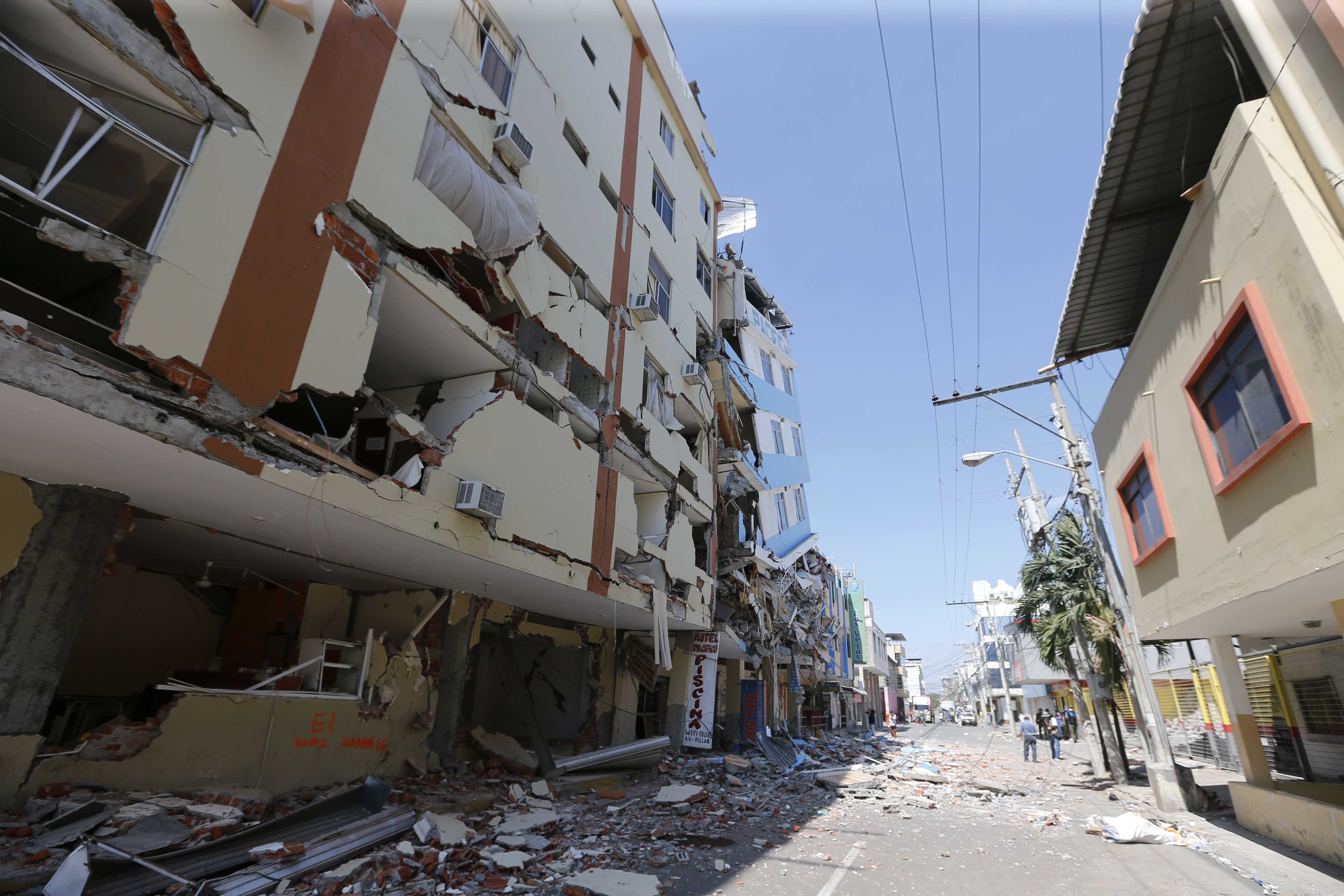
Edificios destruidos por el terremoto

Tras el sismo ciudades como Portoviejo, Manta, Chone, Montecristi, Bahía de Caráquez, Rocafuerte, Calceta, Puerto López, Pedernales y Jaramijó resultaron afectadas. En Manta, el segundo puerto más importante del país, se registró el colapso de varias edificaciones, incluida la torre de control del Aeropuerto Internacional Eloy Alfaro, así como la pérdida de vidas humanas y largas horas sin electricidad y agua potable.
La ciudad de Portoviejo, capital provincial, también evidenció un número significativo de pérdidas humanas como resultado del colapso de al menos 684 infraestructuras civiles. Jama, otro de los cantones de la provincia, se vio seriamente afectado en su infraestructura y permaneció incomunicado por varios días.

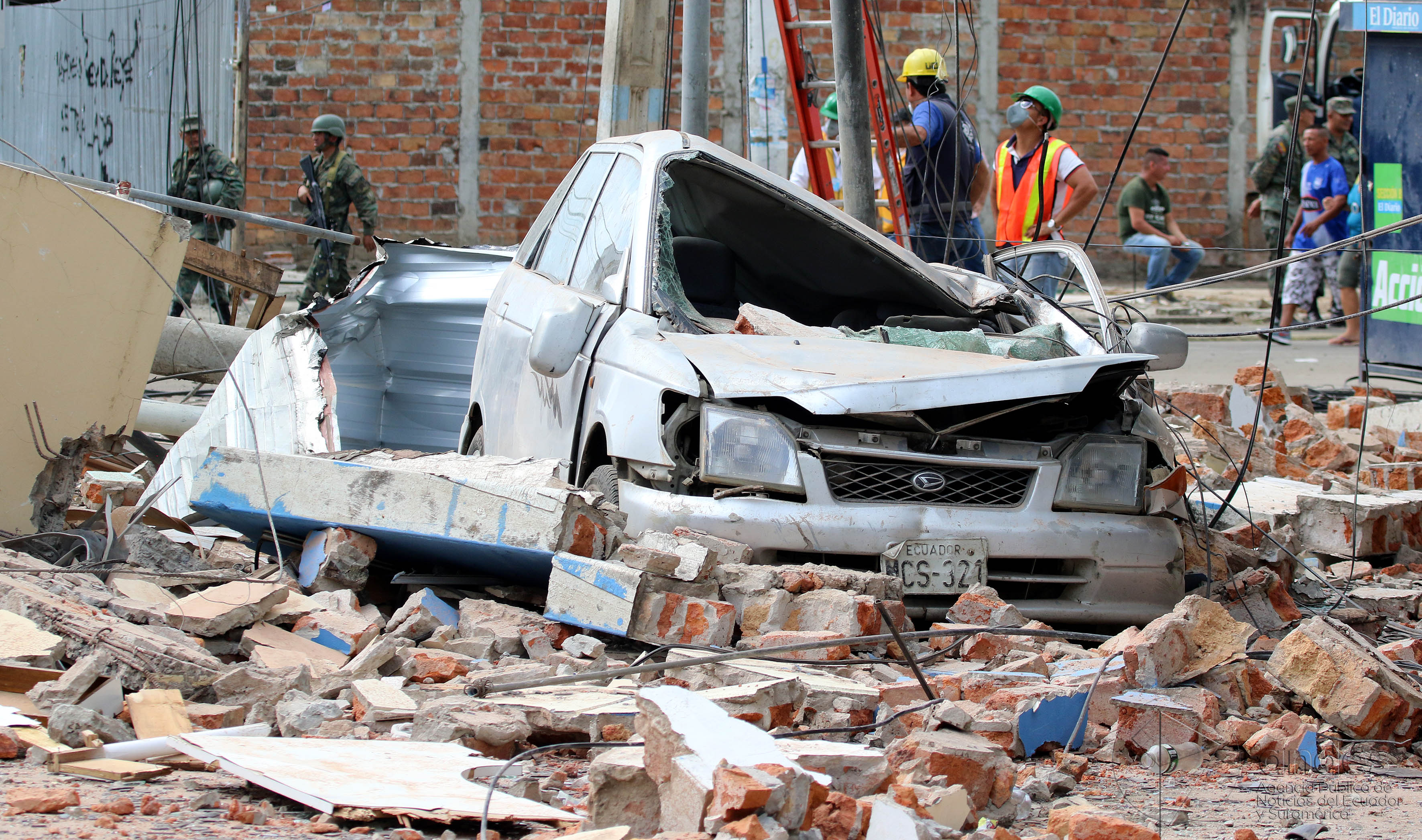
Luego del terremoto varios sectores del centro de Portoviejo quedaron devastados

Sin embargo, la localidad más afectada en la provincia y el país fue Pedernales, que más tarde se conocería fue el epicentro real del terremoto; la localidad fue destruida entre un 70 y 80 % según estimaciones, y durante varios días fue imposible el acceso por vía terrestre dado el daño severo que sufrieron las carreteras que la conectan con el resto del territorio ecuatoriano. Debido a la precaria situación y al alto número de muertos en las calles, el alcalde de la ciudad Gabriel Alcívar, solicitó la donación de ataúdes y formol.
Según informe de Ledy Zúñiga, ministra de Justicia, unos cien reos escaparon del Centro de Rehabilitación Social El Rodeo de la ciudad de Portoviejo, luego de que dos muros y las paredes del pabellón interno se derrumbaran tras el terremoto. Según la ministra, algunos regresaron de forma voluntaria, mientras que la Policía Nacional ha logrado recapturar alrededor de 30. Varios locales comerciales de Pedernales fueron saqueados horas después de la catástrofe.

### Esmeraldas
Según el Instituto Geológico de los Estados Unidos en un inicio se atribuía el epicentro del terremoto a una localidad del Cantón Muisne, sin embargo, el Instituto Geofísico de la Escuela Politécnica Nacional confirmó que se encontraba más al sur, entre Cojimíes y Pedernales pertenecientes a la provincia de Manabí.
A pesar de ello, los daños fueron cuantiosos en la provincia de Esmeraldas, como en la capital que se afectaron 152 edificaciones incluido el Palacio Municipal, mientras que en la parroquia San José de Chamanga se reportaron 100 casas afectadas. Aunque no existieron víctimas mortales que lamentar, el 95 % de los habitantes de la localidad de Muisne fue evacuada hacia albergues, sobre todo debido al colapso de 803 viviendas y la falta de servicios básicos por varios días.
Debido a daños en el sistema estructural y eléctrico, el Aeropuerto Internacional Carlos Concha Torres de la ciudad de Esmeraldas suspendió sus operaciones comerciales. Tras el sismo, y por motivos de seguridad, la Refinería de Esmeraldas y los oleoductos y poliductos que llegan a la misma suspendieron operaciones hasta nueva orden.

### Guayas
Guayaquil, que con aproximadamente tres millones de habitantes constituye la ciudad más poblada del país, sufrió muy leves estragos y consecuencias durante y después del sismo. Un puente construido como intercambiador de tráfico sobre la avenida de las Américas colapsó sobre un vehículo, registrándose dos víctimas fatales.
En varios centros comerciales de la capital provincial, como San Marino Shopping, se registraron colapsos en los techos y algunos incendios por problemas en el suministro eléctrico, muchos supermercados de los casi 30 centros comerciales de la ciudad también se vieron afectados.
En Durán, en cambio, un puente elevado de tráfico rodado se vio afectado en su estructura, por lo que el Municipio de esa localidad y el Ministerio de Transporte y Obras Públicas procedieron a demolerlo.

### Los Ríos
En la ciudad de Babahoyo, capital de la provincia, ciento dieciocho viviendas fueron afectadas parcial y totalmente. Las autoridades llegaron a la conclusión de que los estragos registrados en la zona con más daños de la urbe fueron resultado de la falta del relleno hidráulico con el que sí cuentan otras localidades cercanas. Mientras tanto en Quevedo, la ciudad más poblada, varias viviendas también resultaron afectadas.

### Santo Domingo de los Tsáchilas
En Santo Domingo de los Tsáchilas hubo más de 380 viviendas, edificios afectados. Cuatro personas fallecieron como consecuencia del sismo, la gobernadora de ese entonces, Doris Merino, aseguró que se trataba de dos habitantes de la parroquia San Jacinto del Búa, que perecieron por la caída de paredes en sus viviendas. Las otras se dieron en la zona rural de La Concordia y en la colonia Velasco Ibarra. Además, informó que las vías Alóag-Santo Domingo y Calacalí-La Independencia fueron cerradas al tráfico vehicular por problemas en las carreteras y prevención de deslizamientos.

### Pichincha
La noche del 16 de abril el alcalde de Quito, Mauricio Rodas, anunció en rueda de prensa que se registraron afectaciones en seis viviendas de la ciudad, tres de ellas con colapso estructural en el sector de San Martín de Porras al sur de la urbe, por lo que sus 16 habitantes fueron conducidos a albergues municipales; mientras que la única víctima registrada fue una mujer herida mientras conducía por la avenida Simón Bolívar, cuando le cayó una piedra proveniente de un ligero deslave.
Se reportaron fisuras en la cúpula de la iglesia parroquial de La Magdalena, al sur de Quito, así como deslizamientos de tierra en diferentes puntos del Distrito, lo que provocó el cierre temporal de vías y, como una medida de prevención, se dispuso la suspensión de todos los actos públicos programados por un periodo de veinticuatro horas. Después de una evaluación técnica del Aeropuerto Internacional Mariscal Sucre, el Comité de Coordinación de Crisis de la terminal aérea decidió mantener las operaciones y vuelos programados con normalidad.
En el Cantón San Miguel de Los Bancos situado al noroccidente de la provincia, se registró una persona fallecida y dos heridas en el recinto Paisaje de Río Blanco, además se presentaron pérdidas materiales importantes y casas parcial o totalmente afectadas en su estructura.

### Imbabura
La ciudad de Ibarra sintió el sismo con una intensidad media, varias cadenas de la Corporación Favorita registraron pérdidas y estragos en uno de los centros comerciales de la urbe, las salas de cine fueron evacuadas, y las autoridades de otro centro de compras ubicado cerca al centro de la ciudad constataron daños en su infraestructura. Por la relativa cercanía de la ciudad de Ibarra al epicentro del sismo, la ciudad tuvo cortes de energía eléctrica y telefonía celular durante al menos una hora, sin embargo al anochecer todo volvió a la normalidad sin registrarse mayores incidentes.

### Tungurahua
Inicialmente los habitantes de la provincia asociaron el movimiento telúrico con los volcanes Cotopaxi o Tungurahua, que se encontraban activos al momento. En la ciudad de Ambato, capital provincial, el sismo provocó que la gente saliera de sus hogares y centros comerciales hacia las calles y plazas, además se registró caída de luminaria pública y cortes de energía eléctrica en varios sectores de la urbe, mismos que fueron restablecidos con el servicio poco más de una hora después.

### Azuay
En la ciudad de Cuenca, algunas paredes de la iglesia de la parroquia rural Quingeo se cuartearon a causa del movimiento telúrico, incluso, varias imágenes religiosas del templo se vieron afectadas como consecuencia.
En el Cantón Pucará, la cúpula de la iglesia principal también sufrió los estragos del terremoto.

## Víctimas
El 25 de julio de 2016, existían al menos 670 fallecidos, 12 desaparecidos, 6.274 heridos registrados en los tres primeros días (afectados directos), 28.678 albergados y 113 personas rescatadas con vida de entre los escombros. Vicente Párraga, fiscal provincial de Manabí anunció que los cadáveres no identificados serán sepultados en bóvedas individuales con una previa obtención de huellas digitales y fotografías para su posterior identificación y dar respuestas a familiares.
El vicepresidente del Ecuador Jorge Glas, tras 100 días del terremoto, el 26 de julio de 2016 informó que desde la fecha del terremoto se han registrado más de 2.284 réplicas, 31 de ellas superiores a los 5 grados y 9 superiores a 6 grados; y una cifra oficial de víctimas de 671 fallecidos, de los cuales 23 son extranjeros.

### Fallecidos y desaparecidos por localidad
De acuerdo al comunicado oficial emitido por la Secretaría de Gestión de Riesgos del Ecuador, el número de víctimas por localidad es el siguiente:
| Provincia                      | Localidad           | Fallecidos | Desaparecidos | Total de víctimas | Total de víctimas |
| Provincia                      | Localidad           | Fallecidos | Desaparecidos | Por Localidad     | Por Provincia     |
| ------------------------------ | ------------------- | ---------- | ------------- | ----------------- | ----------------- |
| Manabí                         | Manta               | 219        | 1             | 220               | 657               |
| Manabí                         | Pedernales          | 183        | 1             | 184               | 657               |
| Manabí                         | Portoviejo          | 137        | 3             | 140               | 657               |
| Manabí                         | San Vicente         | 37         | 0             | 37                | 657               |
| Manabí                         | Jama                | 28         | 0             | 28                | 657               |
| Manabí                         | Sucre               | 13         | 0             | 13                | 657               |
| Manabí                         | Bolívar             | 9          | 0             | 9                 | 657               |
| Manabí                         | El Carmen           | 5          | 0             | 5                 | 657               |
| Manabí                         | Chone               | 2          | 0             | 2                 | 657               |
| Manabí                         | Rocafuerte          | 8          | 0             | 8                 | 657               |
| Manabí                         | Flavio Alfaro       | 5          | 0             | 5                 | 657               |
| Manabí                         | Jaramijó            | 1          | 0             | 1                 | 657               |
| Manabí                         | Tosagua             | 2          | 0             | 2                 | 657               |
| Manabí                         | Puerto López        | 0          | 1             | 1                 | 657               |
| Manabí                         | Zona no determinada | 0          | 2             | 2                 | 657               |
| Guayas                         | Daule               | 2          | 0             | 7                 | 7                 |
| Guayas                         | Samborondón         | 2          | 0             | 7                 | 7                 |
| Guayas                         | Guayaquil           | 3          | 0             | 7                 | 7                 |
| Santo Domingo de los Tsáchilas | Santo Domingo       | 4          | 0             | 5                 | 5                 |
| Santo Domingo de los Tsáchilas | La Concordia        | 1          | 0             | 5                 | 5                 |
| Pichincha                      | Quito D.M.          | 1          | 0             | 1                 | 1                 |
| Chimborazo                     | Colta               | 1          | 0             | 1                 | 1                 |
| Esmeraldas                     | Muisne              | 0          | 0             | 0                 | 0                 |
| Napo                           | Tena                | 0          | 1             | 0                 | 0                 |
| Total                          | Total               | 663*       | 9             | 671               | 671               |

* Cifra corresponde a total de víctimas mortales. Datos según el Informe de Situación N°71 elaborado por la Secretaría de Gestión de Riesgos del Ecuador publicado el 19/05/2016 a las 20h30.

### Fallecidos y desaparecidos por nacionalidad
La Oficina para Asuntos Globales de Canadá confirmó que dos ciudadanos de ese país se encontraban entre las víctimas mortales de la ciudad de Pedernales. En primera instancia, la Cancillería de Colombia había informado que al menos un ciudadano de ese país también se contaba entre los fallecidos. Sin embargo, para el lunes 18, la misma entidad reportaba a siete ciudadanos colombianos entre las víctimas. Una religiosa de origen irlandés (Clare Crockett) también fue hallada bajo los escombros de una localidad de la capital manabita, Playa Prieta de la parroquia Riochico. En horas de la tarde del día 18 de abril, confirmó entre las víctimas a tres médicos de origen cubano, un ciudadano británico, uno dominicano y un estadounidense. El canciller ecuatoriano Guillaume Sebastien Long ha confirmado el deceso de varios ciudadanos extranjeros, entre las nuevas víctimas se encuentran un alemán y un italiano.
| Nacionalidad         | Fallecidos | Desaparecidos       | Heridos | Total víctimas por país |
| -------------------- | ---------- | ------------------- | ------- | ----------------------- |
| Ecuador              | 663        | 9                   | 6274    | 6946                    |
| Colombia             | 11         | 223 (sin contactar) | 0       | 234                     |
| Canadá               | 4          | 0                   | 3       | 7                       |
| Cuba                 | 6          | 0                   | 0       | 6                       |
| Irlanda              | 1          | 0                   | 0       | 1                       |
| República Dominicana | 1          | 0                   | 0       | 1                       |
| Reino Unido          | 1          | 0                   | 0       | 1                       |
| Estados Unidos       | 1          | 0                   | 0       | 1                       |
| España               | 1          | 0                   | 0       | 1                       |
| Italia               | 1          | 0                   | 0       | 1                       |
| Alemania             | 1          | 0                   | 0       | 1                       |
| Argentina            | 0          | 16                  | 0       | 16                      |
| Total                | 691        | 248                 | 6277    | 7216                    |

## Reacciones
Pocas horas después del sismo, el vicepresidente de Ecuador, Jorge Glas, brindó los números de víctimas fatales que se conocían e informó que se declaró el estado de excepción en el país. Los gobiernos de Ecuador, Colombia, y Perú declararon alerta de tsunami en sus costas que más tarde fue descartada.
El presidente de la Federación Ecuatoriana de Fútbol, Carlos Villacís, comunicó la suspensión de la fecha 12 del Campeonato Ecuatoriano de Fútbol 2016. Varios clubes del país manifestaron su solidaridad con las víctimas mediante redes sociales, entre ellos Liga de Quito, Emelec, Barcelona, Deportivo Quito, Nacional, Aucas, Universidad Católica, River Ecuador, Deportivo Cuenca, Independiente del Valle y Liga de Portoviejo.
Por su parte, el domingo por la mañana el Ministerio de Educación emitió la orden que suspendía todas las actividades educativas hasta nueva orden en las seis provincias declaradas en emergencia (Esmeraldas, Manabí, Guayas, Santa Elena, Los Ríos y Santo Domingo).
Gabriela Rivadeneira, presidente de la Asamblea Nacional de Ecuador, anunció que por la emergencia se suspendían las sesiones del Pleno y las comisiones en territorio, el Palacio Legislativo se convertiría en centro de acopio de donaciones del Ministerio de Inclusión Económica y Social, las autoridades de mayor jerarquía donarían el 10% de sus sueldos por dos meses, e impulsarían una jornada llamada Ayudatón para recolectar materiales de construcción y dinero que serviría para levantar las viviendas afectadas en la zona de desastre.
Después de interrumpir una gira por Europa, el presidente Rafael Correa arribó al Aeropuerto Internacional de Manta a las 18:30 del domingo 17. Tras un recorrido de tres días por las zonas afectadas, la noche del 20 de abril el presidente anunció en cadena nacional que se aplicarían varias medidas económicas para ayudar a los damnificados, entre ellas al aumento de dos puntos porcentuales al IVA por un año, una única contribución obligatoria del 3% sobre las utilidades, un cobro por una sola vez del 0,9% a las personas con patrimonio superior a un millón de dólares, y una contribución gradual de un día de sueldo por mes a quienes ganen más de mil dólares.
Después de siete días del sismo, el presidente Correa declaró ante la prensa que planeaba firmar un decreto de ocho días de luto nacional por las víctimas dejadas por el terremoto.

### Redes sociales y de comunicación
La red social Facebook habilitó su función de aviso safety check en las áreas afectadas por el terremoto, la aplicación serviría para confirmar a través de una notificación que los usuarios o sus conocidos se encontraban a salvo. Por su parte, Google activó su herramienta Personal Finder, que funciona de manera similar a la anterior con la diferencia de que permite la búsqueda de las personas indexadas. Las opciones de aviso se extendieron desde las provincias ecuatorianas de la Costa y Sierra; los departamentos colombianos de Huila, Tolima, Nariño, Valle del Cauca y Cauca; y los departamentos peruanos de Tumbes y Piura.[cita requerida]
Mediante los chats telefónicos como WhatsApp se difundió un audio en el que un supuesto socorrista brindaba detalles del movimiento de placas y anunciaba que en un mes se volvería a dar otro potente sismo, información que fue calificada por el Instituto Geofísico del Ecuador como descabellada, infundada y totalmente falsa, además solicitó a la ciudadanía que no se deje llevar por rumores malintencionados y creados para causar pánico.
Varios rumores y noticias falsas se extendieron por las redes sociales, sobre todo relacionadas con datos del apoyo internacional y fotografías de monumentos y edificios emblemáticos que supuestamente se iluminaron con los colores de la bandera ecuatoriana para mostrar su apoyo al país tras el terremoto; estos fueron aclarados por los mismos usuarios y los medios de comunicación públicos y privados.
La madrugada el 17 de abril, Movistar Ecuador envió equipos para garantizar el servicio de telecomunicaciones y reparar la red afectada por el terremoto; movilizando para ello 190 técnicos a los lugares afectados.[cita requerida] Además, desplazó 40 vehículos a las provincias de Manabí y Esmeraldas con teléfonos satelitales para que la ciudadanía pudiera comunicarse de forma gratuita, así como para recargar las baterías de sus dispositivos. La empresa también entregó a las autoridades del Estado ecuatoriano 50 teléfonos satelitales, para que se entreguen a los organismos de socorro. Finalmente, concedió gratuitamente mil minutos de voz y mil mensajes de texto a los pobladores de Manabí y Esmeraldas, durante todo el mes de abril. Las operadoras Movistar de otros países (España, Venezuela, Guatemala, Argentina y Costa Rica) concedieron minutos gratis o con descuento a sus usuarios para llamadas internacionales hacia el Ecuador.
Al mediodía del domingo 17 y por un periodo de tres días, la compañía global de comunicaciones vía internet Skype habilitó su servicio de llamadas gratuitas a teléfonos fijos y móviles en todo el territorio de Ecuador. La empresa de telecomunicaciones Sprint retiró los impuestos a los mensajes de texto y llamadas internacionales realizadas desde Estados Unidos hacia Ecuador entre el 16 y 26 de abril, e incluiría también a sus subidiarias Boost Mobile y Virgin Mobile USA. Por su parte, AT&T puso a disposición de sus clientes un plan similar para que pudiésen comunicarse sin impuestos con sus parientes o conocidos en el país sudamericano entre el 16 y el 22 de abril.
Exactamente una semana después del evento telúrico, la ciudadanía ecuatoriana se autoconvocó a través de las redes sociales para realizar un acto conmemorativo a la misma hora en que sucedió el terremoto (18:58), apagando las luces, haciendo 3 minutos de silencio en honor de los fallecidos y finalmente cantando el Himno Nacional.

### Ayuda nacional
Pasadas las primeras horas de la tragedia, se activaron cuatro organismos de recepción de donaciones a nivel nacional: los municipios de Quito y Guayaquil, el Ministerio de Inclusión Económica y Social y la Conferencia Episcopal Ecuatoriana. Por su parte, la Cancillería habilitó dos cuentas bancarias para recoger las donaciones monetarias internacionales; mientras que otras entidades como la Sociedad de exalumnos del Colegio San Gabriel (Quito), también comenzaron campañas de ayuda.
A pocas horas del sismo el alcalde de Quito, Mauricio Rodas, anunció que la ciudad despacharía a las zonas afectadas 120 efectivos del Cuerpo de Bomberos, entre los que se encontraban paramédicos, rescatistas, tres ambulancias, carros contra incendios y dos tráileres. Parte del personal enviado desde la capital se concentró en la zona de Pedernales, hasta donde el Municipio quiteño también envió maquinaria pesada para la remoción de escombros a partir de la mañana del domingo 17.
María Fernanda Pacheco, esposa del Alcalde de Quito y directora del Patronato Municipal San José, organizó una donación a largo plazo en varios puntos de la ciudad como el parque La Carolina, la tribuna de la avenida Teniente Hugo Ortiz, las oficinas del mismo Patronato, iglesias de toda la ciudad, el estadio de Liga de Quito y locales de la Corporación Favorita (Supermaxi, Megamaxi, Akí y TVentas). La tarde del 17 de abril un avión de la compañía Avianca trasladó las primeras siete toneladas de estas donaciones hasta el Aeropuerto de Manta, donde se canalizó la mitad para el Patronato Municipal de esas ciudad y la otra al Municipio de Portoviejo.
La Empresa Pública Metropolitana de Movilidad y Obras Públicas de Quito envió un contingente humano y técnico a las zonas de Pedernales y Chone, la primera caravana incluyó 15 autovolquetes, dos gallinetas, cinco minicargadoras, un tanquero de combustible de tres mil galones, un tanquero de agua de 2500 galones, dos generadores de luz, una torre de iluminación, equipo de protección básico para cien personas, diez carretillas, cuarenta picos, cuarenta palas, linternas y botas de agua; además de un equipo humano conformado por 40 obreros, 25 choferes, 17 personas de áreas especializadas y dos especialistas en psicología industrial con cinco camionetas 4x4 y dos camionetas 4x2.
El Gobierno Autónomo Descentralizado Provincial del Guayas envió maquinaria para la remoción de escombros y el transporte de suministros a sectores como Manta y Portoviejo, adicionalmente personal para ayuda humanitaria. Guayas dispuso del libre acceso a sus vías (concesionadas) para facilitar la evacuación.[cita requerida]
La prefectura provincial de Santo Domingo de los Tsáchilas envió veinte unidades de maquinaria pesada para la remoción de escombros a la localidad de Pedernales, y otras cinco al sector de La Crespa, ambas en Manabí, la provincia más afectada. Además, se puso a disposición dos hospitales de la provincia para recibir heridos. Por su parte, la prefectura de Pichincha activó la campaña Pichincha Solidaria desde el 17 de abril, y hasta el 20 del mismo mes había enviado a la zona de desastre más de 200 toneladas de ayuda humanitaria, además de maquinaria y aportes económicos.
Gabriela Rosero, ministra coordinadora de Desarrollo Social, informó que el sistema ecuatoriano de salud pública fue activado durante la emergencia y atendió 2527 personas durante las primeras horas. Además, informó que 233 médicos fueron trasladados a las zonas más afectadas, y que serían relevados por un contingente similar cada cierto tiempo.
La Cruz Roja Ecuatoriana movilizó voluntarios, equipos de salud y unidades médicas a las zonas afectadas, además, la entidad recibió apoyo de la Cruz Roja Internacional y sus similares en otros países como Perú y España. Por otro lado, la Asociación de Chefs del Ecuador, en coordinación con el Municipio de Quito y la Fundación Reina de Quito instalaron un comedor comunitario en el Estadio de Pedernales, atendido por 60 cocineros voluntarios relevados cada semana, y con capacidad para alimentar dos mil personas diariamente.
En un hecho que causó el repudio de los ecuatorianos en las redes sociales, dos camiones trasladados por el Cuerpo de Bomberos de Guayaquil cargados de vituallas que viajaban sin resguardo policial desde la capital guayasense hasta Manabí fueron interceptados por delincuentes y desaparecieron alrededor de las 21:00 del domingo 17 de abril.

### Auxilio recibido de naciones y entes internacionales

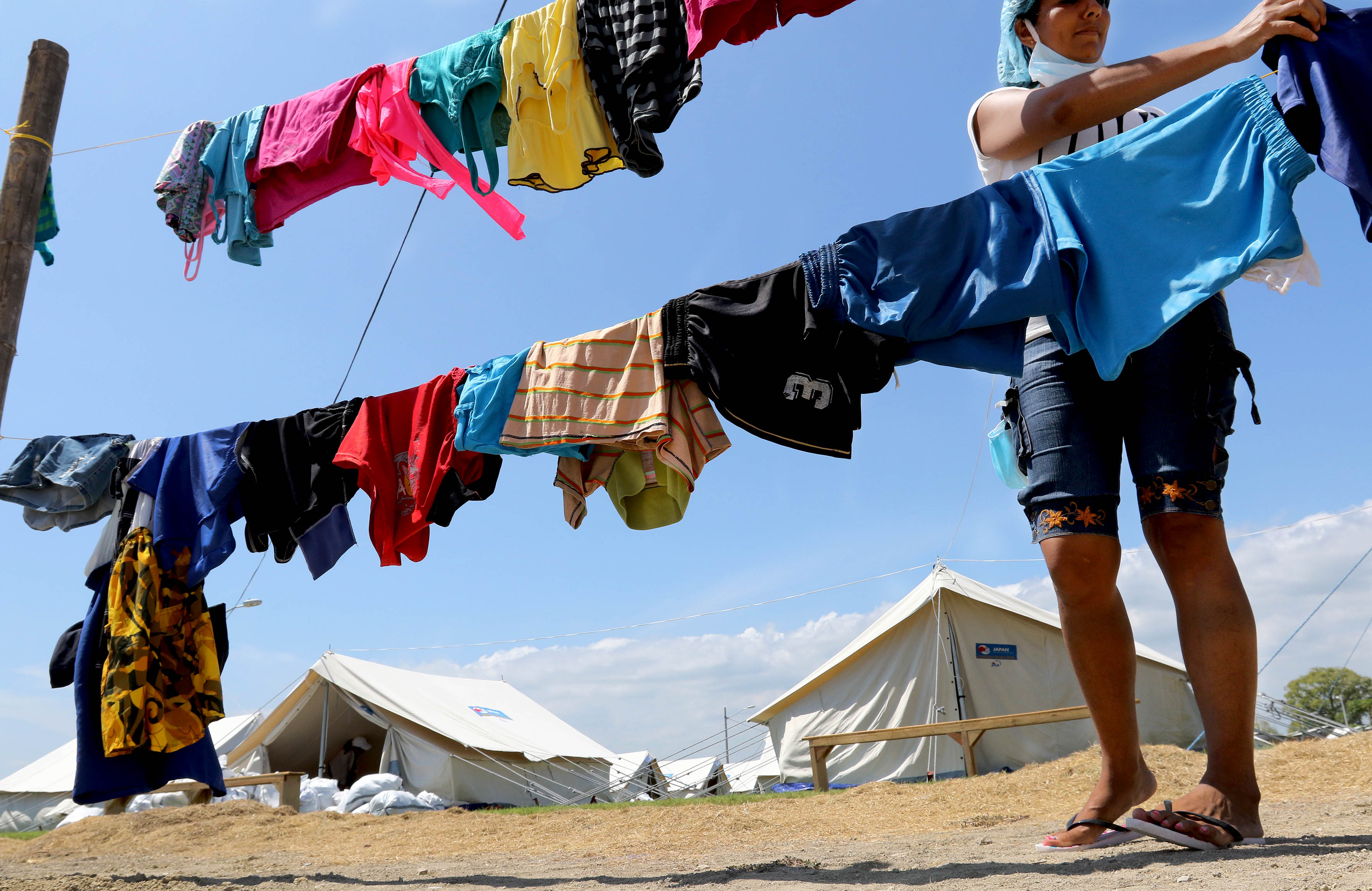
Campamento de refugiados levantado en Rocafuerte (Manabí), con carpas donadas por otras naciones.

#### Ayuda de organizaciones internacionalesː
- Banco Mundial: En un comunicado emitido el 17 de abril, su presidente Jim Yong Kim manifestó su apoyo al Ecuador y el despacho de un equipo de gestión de riesgo y evaluación de daños para determinar los puntos más críticos a los que se deberá destinar el fondo que la entidad destinará para la reconstrucción de la zona afectada, con énfasis en los servicios básicos y que incluirá los 150 millones de dólares que había aprobado el 16 de marzo para el "Proyecto de Mitigación de Riesgos y Recuperación Ante Emergencias de Ecuador".[97]
- UNICEF: El órgano internacional evaluó el impacto del sismo y envió personal, equipo y mosquiteros a las zonas de desastre; así mismo habilitó una página especial para donaciones que irán directamente a los grupos vulnerables de niños y familias.[98]
- Unión Europea: El 18 de abril el máximo organismo de integración europea liberó 1,8 millones de euros en ayuda humanitaria inicial para las víctimas, además de haber enviado expertos para asistir a las autoridades e imágenes de satélite avanzadas del sistema Copernius, con el fin de facilitar la evaluación de los daños.[99]

#### Ayuda internacional
- Alemania: Alemania acompaña al Ecuador en la superación de este gran reto. A fin de apoyar a la población en las zonas afectadas por el terremoto, el Gobierno de la República Federal de Alemania ha decidido, en un primer paso, poner a disposición 1,5 millones de euros (aprox. a 1,7 millones de dólares al tipo de cambio actual). De este monto - y en coordinación con el Gobierno del Ecuador - un millón de euros estará disponible de inmediato, en el marco de la cooperación alemana al desarrollo, a través de una reorientación de los fondos existentes actualmente en los programas de cooperación. Los restantes 500.000 euros serán asignados a proyectos de ayuda emergente y ejecutados por ONGs alemanas y también por la agencia alemana de cooperación técnica GIZ. La ayuda directa bilateral se enmarcará en la ayuda emergente y beneficiará directamente a las víctimas del terremoto del 16 de abril de 2016.[cita requerida]

- Argentina: El gobierno argentino envió un avión Hércules C-130 con 21 militares de la fuerza aérea autorizados para participar de las tareas de logística y provisión de equipamiento para la identificación de los cuerpos. Además envió carpas, pastillas potabilizadoras, frazadas, medicinas de atención básica, kits de higiene y de cocina.[100]

- Bolivia: el Gobierno boliviano, por su parte, envió un avión Hércules de la Fuerza Aérea con un cargamento de ayuda humanitaria para paliar las primeras necesidades generadas tras el terremoto.[101]

- Chile: Onemi y el Gobierno de Chile dispuso de 49 especialistas pertenecientes a la Unidad de Búsqueda y Rescate de Bomberos de Chile para acudir a la emergencia. Además el envío seis toneladas de equipamiento necesarios para las labores de búsqueda y rescate de las personas atrapadas entre los escombros[102]

- Colombia: El Gobierno colombiano se dispuso a enviar 70 rescatistas hacia la zona del epicentro.[103] Desde la ciudad de Pasto, la Fuerza Aérea Colombiana transportó una delegación de 50 rescatistas del Sistema Nacional de Gestión del Riesgo de Desastres, y 2 perros de búsqueda y rescate. Al mismo tiempo el Sistema Nacional de Bomberos de Colombia envió 24 rescatistas y la Armada de Colombia prestó ayuda llevando agua potable desde la costa pacífica colombiana. Varios equipos médicos del Departamento del Nariño se movilizaron con 9 toneladas de ayuda humanitaria.[104] El 19 de abril, la Fuerza Aérea Colombiana transportó 13 toneladas de ayuda humanitaria desde la ciudad de Bogotá, sumando así 21 toneladas de ayuda humanitaria transportadas por esta misma institución militar.[105] Una caravana de la Cruz Roja Colombiana conformada de 77 voluntarios, 17 camiones y ambulancias, 3 canes de búsqueda y rescate, y una planta purificadora de agua llegaron al Ecuador, vía terrestre, en la noche del 19 de abril con fines de apoyar en las tareas de socorro y prestar alojamiento temporal en 240 carpas de uso múltiple.[106] La Armada de Colombia, además de transportar 55.000 galones de agua potable, medicamentos, y personal de salud desde la costa pacífica colombiana, puso a disposición el ARC Golfo de Tribugá, un buque de desembarco anfibio con la capacidad de evacuar 322 personas, si se fuese necesario.[107] El 20 de abril, una delegación de la Unidad de Operaciones Especiales en Emergencias y Desastres de la Policía Nacional de Colombia, viajó hacia la ciudad de Manta con diez hombres dotados de equipos de última tecnología y con experiencia e idoneidad en las áreas de atención pre hospitalaria, enfermería y telecomunicaciones.[108]

- Corea del Sur: el día 20 de abril el país asiático ofreció a Ecuador 700.000 dólares de ayuda económica para aliviar las consecuencias del devastador terremoto.[109]

- El Salvador: Desde este país fue enviado un grupo de 25 rescatistas conformados por miembros del Cuerpo de Bomberos Nacionales, Policía, Cruz Roja y otras tres instituciones de socorro salvadoreñas.[101]

- España: El Gobierno de España envió un airbus de la Fuerza Aérea con cincuenta miembros de la Unidad Militar de Emergencias, perros de rescate y material de alumbrado autónomo; la aeronave partió de Torrejón de Ardoz en ruta directa a la ciudad ecuatoriana de Manta.[110] Por otro lado, las comunidades de Valencia y Galicia llegaron a un convenio con la Fundación Farmaindustria para poner a disposición de Ecuador todos los medicamentos que se necesiten.[110] La empresa Aguas de Valencia donó una planta potabilizadora de agua, valorada aproximadamenete en 2,5 millones de dólares, para el área afectada por el terremoto.[111] La Fundación Red Ecuador, entregó ayuda a los damnificados, su fundador, Luis Felipe Tilleria, visitó Manta y Portoviejo con ayuda y un plan de acción.

- Honduras: Se desplazó un contingente conformado por miembros 15 rescatistas 1 oficial de ayuda humanitaria y 2 oficiales administrativos en desastres, personal desplazado del Cuerpo de Bomberos y La Comisión Permanente de Contingencias.[112][113]

- Francia: el gobierno francés envió 64 rescatistas civiles y más de 30 militares especializados para potabilizar agua.[114]

- Italia: el Ministerio de Estado italiano anunció que donaría 500 mil euros para paliar los efectos del devastador terremoto que azotó a Ecuador, y que la ayuda sería canalizada mediante la Cruz Roja Internacional.[115]

- México: El presidente Enrique Peña Nieto ordenó activar el Protocolo de envío de ayuda humanitaria y de rescate, por lo que se envió a Ecuador un contingente conformado por la Marina, el Ejército, la Policía Federal, el CENAPRED, la Cruz Roja Mexicana y Protección Civil.[116] Por otro lado, el Gobierno de la ciudad capital instaló el domingo 17 un centro de acopio de víveres para ayudar a los damnificados del terremoto, el mismo que funcionaría todos los días de la semana en los portales del edificio del Ayuntamiento en horario de nueve de la mañana a ocho de la noche.[117] La brigada de rescate Topos Tlatelolco, organización especializada en rescate urbano, envió 25 voluntarios y dos perros para ayudar en las labores.[118]

- Noruega: El ministro de Exteriores noruego, Borge Brende, anunció que el Gobierno de su país autorizó una partida extraordinaria de 1,8 millones de dólares para apoyar a las víctimas del terremoto; según el comunicado Ecuador necesita apoyo en el trabajo humanitario. La gente precisa un techo sobre la cabeza, ayuda sanitaria, agua potable y comida. Priorizaremos el apoyo a la labor de emergencia a través de las organizaciones humanitarias con las que ya colaboramos.[119]

- Países Bajos: El gobierno neerlandés envío 1,5 millones de euros, canalizados a través de la Cruz Roja y que tendrá como fin la reparación de infraestructura de agua potable en las ciudades afectadas, así como la alimentación y alojamiento de las víctimas que han perdido sus viviendas.[120]

- Perú: Por orden del presidente Ollanta Humala, el Cuerpo General de Bomberos de Perú envió un avión con 40 rescatistas, tres canes especializados en la búsqueda de personas atrapadas y 1.5 toneladas de herramientas y equipos para labores de rescate; adicionalmente puso en alerta a las unidades del norte del país para que presten ayuda de ser necesaria.[121] El gobierno del Perú ha enviado 21 toneladas de ayuda humanitaria el 20 de abril y se suman a otras 40 toneladas de dos envíos anteriores.[122] El día 21 de abril zarpó del Callao el BAP Tacna  la mayor unidad naval de soporte logístico del Perú, brindará ayuda ante el desastre ocurrido en el Ecuador. Gracias a sus múltiples capacidades como la posibilidad de abastecer de agua y combustible a zonas alejadas, cargar hasta 17 040 toneladas, autonomía de 30 días, entre otros, el BAP Tacna será de gran utilidad en el hermano país del norte.[123]

- Rusia: El presidente de Rusia, Vladímir Putin, expresó sus condolencias al pueblo ecuatoriano, deseando la pronta recuperación del mismo,[124] y por orden dada al Ministerio de Emergencias de ese país se envió a Ecuador un avión con 30 toneladas de ayuda humanitaria el 20 de abril.[125] La donación incluye principalmente carpas especiales para refugiados, que permitirán albergar a casi dos mil personas por los próximos meses, así como generadores eléctricos y alimentos no perecibles.[126]

- Suiza: Por orden del Gobierno Suizo se desplegó un Grupo de Intervención y Apoyo Rápido (compuesto por 10 expertos) a la zona del desastre, cuya misión fue realizar una evaluación rápida de daños y necesidades y ofrecer apoyo al Gobierno Ecuatoriano, lo más rápido posible. Este equipo fue uno de los primeros en arribar al país, casi al mismo tiempo que los equipos de rescate. Su labor se centró en las provincias de Manabí y Esmeralda. Luego del trabajo de evaluación, se ofreció apoyo en agua y saneamiento, para posibilitar el acceso a agua potable a alrededor de 38000 personas en Pedernales, San José de Chamanga y Muisne. Aún se evalúan un posible apoyo en albergues.[cita requerida]

- Venezuela: El 17 de abril llegó al país la primera ayuda internacional en un avión procedente de Venezuela con tres médicos, dos operadores de drones, 10 bomberos, 12 especialistas en protección civil en estructuras colapsadas, paramédicos y víveres no perecibles.[127]

##### Rescatistas por país
La siguiente tabla recoge los datos de los rescatistas llegados desde otros países, según la Agencia de Medios Públicos del Ecuador:
| País                              | Rescatistas |
| --------------------------------- | ----------- |
| Venezuela                         | 212         |
| Colombia                          | 120         |
| México                            | 111         |
| Perú                              | 70          |
| España                            | 64          |
| Francia                           | 64          |
| Cuba                              | 54          |
| Bolivia                           | 51          |
| Unión Europea                     | 42          |
| Panamá                            | 35          |
| Israel                            | 19          |
| Equipo Humanitario del País (EHP) | 18          |
| Honduras                          | 18          |
| Italia                            | 13          |
| Chile                             | 10          |
| El Salvador                       | 10          |
| Argentina                         | 5           |
| Hungría                           | 5           |
| Suiza                             | 3           |
| Noruega                           | 1           |
| Total                             | 958         |

## Declaraciones internacionales
- Argentina — El Ministerio de Relaciones Exteriores argentino transmitió a través de un comunicado, su solidaridad al «hermano pueblo y gobierno de la República de Ecuador por los daños provocados por el terremoto acontecido en la noche del sábado».[129]

- Bolivia — El primer mandatario boliviano Evo Morales envió mensajes de apoyo al pueblo de Ecuador: «Al hermano Rafael Correa y su valeroso pueblo ecuatoriano. Toda nuestra solidaridad, estamos a su lado».[129]

- Canadá — Mediante sus cuentas de Twitter, el primer ministro de Canadá Justin Trudeau y el ministro de Asuntos Exteriores Stéphane Dion, ofrecieron sus condolencias a las víctimas mortales del terremoto que incluían a dos ciudadanos de ese país.[50]

- Chile — El canciller de Chile, Heraldo Muñoz, instruyó al Embajador de su país en Ecuador, Gabriel Ascencio, para que transmita las condolencias y solidaridad del pueblo chileno a los ecuatorianos.[130]

- China — En rueda de prensa celebrada el 18 de abril, el portavoz de Exteriores chino Lu Kang expresó: «Nos solidarizamos con Ecuador por el sufrimiento causado por el terremoto, rendimos tributo a las víctimas, expresamos nuestra simpatía a los afectados en la zona del desastre y esperamos que el país pueda superar las dificultades y triunfar sobre la catástrofe».[131]

- Colombia — Mediante su cuenta oficial de Twitter, el presidente colombiano expresó su solidaridad con el hermano país del sur, además de brindar una línea de información para posibles desaparecidos de su propio país: «Toda nuestra solidaridad con Ecuador tras sismo @MashiRafael. Cancillería habilitó línea 01800010410 para asistencia a colombianos».[129] Cerca de las 10:00 del domingo 24 Juan Manuel Santos arribó a la Base Aérea de Manta, en donde fue recibido por su homólogo Rafael Correa para juntos recorrer la zona del desastre, luego de lo cual ambos mandatarios brindaron declaraciones a la prensa.[132]

- Corea del Sur — Park Geun-hye, presidenta de Corea del Sur, transmitió sus condolencias a su homólogo ecuatoriano mediante un comunicado emitido el 21 de abril: «deseo expresar mis más profundas condolencias por las víctimas, los daños y los sufrimientos causados por el reciente terremoto».[109]

- Costa Rica — El presidente de Costa Rica Luis Guillermo Solís expresó «Le ruego aceptar esta palabra de aliento que es portadora de nuestros mejores votos para nuestros hermanos ecuatorianos"».[129]

- El Salvador — A través de su cuenta en Twitter el presidente Salvador Sánchez Cerén expresó su solidaridad y apoyo con el presidente ecuatoriano y el pueblo ecuatoriano: «Hermano presidente Rafael Correa, nuestra solidaridad con el pueblo y gobierno ecuatoriano».[129]

- España — El presidente del Gobierno en funciones, Mariano Rajoy, en un comunicado por redes sociales se pronunció: «Acabo de hablar con el Presidente Correa, y le he trasladado el ofrecimiento de ayuda de España que ya está en marcha"». El gobierno español enviará ayuda humanitaria y brigadas de rescate al país sudamericano.[129]

- Estados Unidos — John Kerry, secretario de Estado de los Estados Unidos, manifestó en su cuenta de Twitter: «Mis más sentidas condolencias a las víctimas del terremoto en Ecuador. Estados Unidos está preparado para asistir y apoyar al pueblo ecuatoriano en este difícil momento».[133] El alcalde de Nueva York, Bill de Blasio, manifestó el lunes la preocupación de la ciudad, hogar de unos 140.000 ecuatorianos, por el terremoto en Ecuador y aseguró que sus servicios ya trabajan para canalizar ayuda.  "El violento sismo que sacudió el sábado a Ecuador se está sintiendo aquí en Nueva York, hogar de unos 140.000 neoyorquinos ecuatorianos. Sabemos que están muy preocupados por sus seres queridos, como lo estamos nosotros", dijo De Blasio en un comunicado.  "Nuestra Unidad de Asuntos Comunitarios ya está en el terreno trabajando con las organizaciones y líderes comunitarios para canalizar mejor cualquier ayuda que podamos ofrecer, mientras los ecuatorianos priorizan esfuerzos de rescate y empiezan a reconstruir sus ciudades", agregó.[134] El presidente de Estados Unidos, Barack Obama, prometió a su homólogo de Ecuador, que su gobierno hará "todo lo posible" para ayudar al país andino tras el terremoto de magnitud 7.8 registrado el pasado sábado 16. Obama se comunicó vía telefónica con Correa para "trasmitirle las condolencias del pueblo estadounidense por las pérdidas de vidas causadas por el terremoto del pasado 16 de abril", según explicó la Casa Blanca en un comunicado. El secretario de Estado John Kerry también habló por teléfono con el canciller ecuatoriano Guillaume Sebastien Long por los mismos motivos.[135][136]

- Guatemala — El presidente de Guatemala, Jimmy Morales se solidarizó con los ecuatorianos a través de su cuenta oficial de Facebook.[137]

- Guinea Ecuatorial — El presidente Teodoro Obiang expresó sus condolencias a Rafael Correa: «Consternados por esta triste y lamentable noticia, el pueblo de la República de Guinea Ecuatorial y su gobierno, se unen a mí para expresar a Vuestra Excelencia y al pueblo ecuatoriano, nuestro más sentido pésame por tan lamentable suceso; manifestándole así, todo nuestro apoyo moral y solidaridad. Rogamos a Su Excelencia haga extensiva a las familias afligidas, nuestras condolencias».[138]

- Honduras — El presidente Juan Orlando Hernández manifestó a través de su cuenta en Twitter lo siguiente: «Solidarios con Ecuador que ha sufrido un fuerte sismo. Honduras está para apoyarles».[139] A su vez, el mandatario hondureño anunció el 18 de abril el envío de equipos especiales de bomberos para colaborar con el socorro de los damnificados a causa del suceso natural.[140] De igual forma, la Embajada de Honduras en Ecuador habilitó cuatro líneas telefónicas para los ciudadanos que deseen información de sus familiares en el país sudamericano.[140]

- México — El presidente mexicano Enrique Peña Nieto, expresó a través de Twitter: «Mi solidaridad con el pueblo y gobierno de Ecuador, por las lamentables pérdidas humanas y materiales causadas por el sismo».[129]

- Panamá — El Presidente de Panamá Juan Carlos Varela mediante su cuenta en Twitter se pronució: «A todo el Pueblo ecuatoriano nuestra profunda solidaridad en este momento de dificultad».[141] Panamá trasmitió sus "profundas condolencias" al pueblo y Gobierno ecuatoriano; además activó el centro regional para desastres, y gestiona el envío de rescatistas y ayuda humanitaria al país sudamericano.[142][143] Asimismo, el Gobierno panameño anunció que se ha activado el centro de Coordinación de Información (Cecodi) e hizo un llamado a los panameños visitantes o residentes en Ecuador a que se reporten ante la Embajada de Panamá en Ecuador.[144][145]

- Perú — El presidente del Perú Ollanta Humala mediante su cuenta en Twitter se pronunció: «Nuestra solidaridad y preocupación con el hermano pueblo de Ecuador y mi disposición para brindar el apoyo necesario».[146]

- Reino Unido — El primer ministro británico David Cameron en su cuenta de Twitter publicó: «Trágicas noticias desde Ecuador. Mis pensamientos con todos los afectados por el terrible terremoto. El Reino Unido ofrecerá ayuda».[129]

- Santa Sede — El papa Francisco llamó a los fieles congregados el domingo 17 de abril en la plaza de San Pedro a rezar por los afectados del terremoto en Ecuador «que causó numerosas víctimas y daños graves».[147]

- Venezuela — El presidente Nicolás Maduro mostró su apoyo con Ecuador mediante un mensaje en redes sociales: «Toda la solidaridad con el pueblo de Ecuador y Rafael Correa desde Venezuela Bolivariana, listos para activar el apoyo que sea necesario». El Gobierno venezolano envió ayuda humanitaria al Ecuador en las primeras horas del 17 de abril.[129]

### Organismos supranacionales
- ONU — Alicia Bárcena, secretaria de la Comisión Económica para América Latina y el Caribe, expresó en una carta al presidente Rafael Correa que «En nombre propio y en el de la Cepal, quisiera hacer llegar por su intermedio a los familiares de los más de 233 fallecidos, y a su pueblo, nuestra solidaridad y nuestras más fraternas condolencias ante la irreparable pérdida de las vidas segadas en este triste episodio (...) Sepa que, desde la modestia de nuestras capacidades y experiencia, cuentan desde ya con nuestro apoyo y colaboración para auxiliar en aquello que usted y las autoridades nacionales estimen pertinente».[133] Por su parte, el Programa de Naciones Unidas para el Desarrollo habilitó una cuenta en el Bank of America para la realización de donaciones internacionales a favor del Ecuador.[133] Mientras que Stephen O’Brien, director de la Oficina para la Coordinación de Asuntos Humanitarios, manifestó mediante un comunicado su tristeza por la pérdida de vidas y su preocupación por las personas que aún estuvieran atrapadas en los escombros tras el terremoto, además de indicar que su departamento envió un equipo de evaluación de desastres, y que la Organización Mundial de la Salud llevaría al país sudamericano un equipo móvil médico de emergencia.[11]

- Unasur — La Unión de Naciones Suramericanas aseguró mediante un comunicado que está «lista para poner en marcha el mecanismo de coordinación y asistencia mutua de su "Manual de Gestión de Riesgos y Desastres Naturales" aprobado en 2015, en Montevideo, si a así lo solicita el Gobierno de Ecuador». La Unasur reiteró su solidaridad, apoyo y condolencias a Ecuador y también a Uruguay, donde hay varias víctimas por un tornado.[133]

- Unión Europea — La Comisión Europea de Ayuda Humanitaria manifestó que sus «pensamientos están con los damnificados, sus familiares y amigos, y todas las personas afectadas (...) La Unión Europea expresa su plena solidaridad con el pueblo y las autoridades de Ecuador en este momento difícil». Además, según el comunicado los países miembros del Mecanismo Europeo de Protección Civil están analizando el tipo de apoyo que brindarán a Ecuador.[148]

## Réplicas
Según el Instituto Geofísico de la Escuela Politécnica Nacional, hasta el jueves 25 de agosto de 2016 se habían producido 2438 réplicas registradas tras el terremoto. Desde abril se han registrado 48 sismos con magnitud mayor a 5 Mw y 12 sismos con magnitud mayor a 6 Mw, incluyendo el sismo principal.
El domingo 17 de abril de 2016 se registró una réplica con una magnitud de 6.1 Mw a las 2:13 a. m.. (hora local) cerca de Cabo Pasado en la provincia de Manabí.
El miércoles 20 de abril de 2016 el Instituto Geofísico de la Escuela Politécnica Nacional reportó dos fuertes réplicas, la primera con magnitud de 6.1 Mw a las 3:33 a. m.. (hora local) con 16.1 km de profundidad, y la segunda con magnitud de 6.3 Mw a las 3:35 a. m.. (hora local) con 9,3 km de profundidad, con epicentros a 20 y 11 km de Muisne y a 73 km de Propicia, en la provincia de Esmeraldas.
El 18 de mayo de 2016 se registraron dos de las mayores réplicas del terremoto, siendo la primera a las 02:57 (hora local) de 6.8 Mw a 15 kilómetros de profundidad según el Instituto Geofísico de la Escuela Politécnica Nacional del Ecuador con epicentro reportado preliminarmente a 34 kilómetros del cantón Quinindé de la provincia de Esmeraldas; este evento dejó once heridos, un fallecido en Bahía de Caráquez, viviendas afectadas en las ciudades de Esmeraldas (14), Quinindé (10), Muisne (3) y Babahoyo (1), cortes del servicio eléctrico en gran parte de la provincia de Esmeraldas y desabastecimiento de agua potable en el cantón Atacames. La segunda réplica del 18 de mayo se registró a las 11:46 a. m.. (hora local) con magnitud de 6,9 o 7,0 a una profundidad similar a la anterior, localizada al sur este de la población de Mompiche en la provincia de Esmeraldas, esta nueva réplica fue sentida en casi todo el Ecuador, la Secretaría de Gestión de Riesgos del Ecuador informó que este evento dejó 1 fallecido en el cantón Tosagua, cortes de telecomunicaciones en Jama, cortes del servicio eléctrico en Jama, Chone, Bahía de Caráquez, San Vicente, Quevedo y en varios sectores de Pedernales, y el colapso de edificaciones que estaban en lista de demolición en Pedernales, (San Vicente) y Portoviejo.  
El 10 de julio de 2016, se registraron dos réplicas, con magnitud de 5.8 Mw a las 9:01 p. m. y a las 9:11 p. m. (hora local) con magnitud 6.3 Mw. ambos eventos estuvieron ubicados a 30 km al este de Muisne, en la provincia de Esmeraldas, a una profundidad aproximada de 40 km.